# Josef Kitzmüller
Josef Kitzmüller est un footballeur autrichien né le 21 juin 1912 et décédé le 14 mai 1979. Il évoluait au poste d'attaquant.

## Carrière
Il participe avec la sélection olympique autrichienne aux Jeux olympiques de Berlin en 1936. Lors du tournoi olympique, il joue deux matchs, contre l'Égypte et le Pérou. La sélection autrichienne remporte la médaille d'argent.
En club, il joue en faveur de l'Admira Vienne.

## Palmarès
- Médaillé d'argent lors des Jeux olympiques de 1936 avec l'équipe d'Autriche